# فناير
فناير  هي مجموعة راب مغربية تأسست سنة 2001 بمدينة مراكش، المغرب، ومعنى ٱسم الفرقة أنها ٱتخذت نفسها فوانيس تضيء طريق الشباب المغربي وتتألف عناصرها من محسن تيزاف (مؤلف وملحن ومغني) وخليفة مناني (كاتب أغاني ومغني) وأشرف أعراب (كاتب أغاني ومغني) وأمين الحناوي (مدير أعمال المجموعة)
اتسمت موسيقى مجموعة الفناير بتبني قضايا من الحياة الاجتماعية في دمج الراب الغربي بالألحان والأهازيج المغربية العتيقة ٱنطلاقاً من الدقة المراكشية والعيساوية والصحراوية إلى الأمازيغية وغيرها، وهو النهج الذي أطلقوا عليه ٱسم الراب التقليدي المعاصر.
أصدرت المجموعة عدة ألبومات لاقت نجاحاً كبيراً كان أولها ألبوم لفتوح سنة 2004 والذي ضم أغاني بأهازيج مراكشية تقليدية ممزوجة بطابع الراب الغربي مثل بهجاوى، نغمة بلادي، وغيرها، ثم لمع بريق الفرقة حينما أصدرت في نفس السنة أغنية تحمل شعار «ما تقيش بلادي» تضامنا مع ضحايا تفجيرات أحداث 16 ماي 2003 بالدار البيضاء والتي بثت على جل الإذاعات والتلفزيون والإنترنت بالمغرب وحققت شهرة واسعة، أهلت المجموعة للمشاركة في أكبر المناسبات والمهرجانات المغربية كمهرجان الدار البيضاء، مهرجان تيميتار، مهرجان كناوة موسيقى العالم وغيرها.
لتصدر بعدها ألبوم يد الحنا سنة 2007 وهو الألبوم الذي حقق نجاحا واسعاً بالمغرب استطاعت به الفرقة توحيد الرأي العام المغربي عليها والدفع بها إلى مصاف ريادي الفرق الحاملة لشعلة موسيقى الراب بالمغرب العربي. تعاملت مجموعة الفناير مع عدة فنانين لعل أبرزهم الفنان الشاب بلال بأغنية قوليه قوليه لتوفيق الجهود المغربية الجزائرية لفتح حدود البلدين ، بعدها كان التعامل مع الفنانة سميرة سعيد التي كان لها دور كبير في انتشار المجموعة عربياً وعالمياً بأغنية be winner التي حققت نجاحاً باهرا مكنت الفرقة من حصد جائزة إفريقيا ميوزيك أوورد العالمية
تعرضت بعض أغاني الفرقة للقرصنة من طرف بعض مغني المهرجانات ما اضطر الفرقة إلى اللجوء للقضاء لانتهاك حقوق الملكية الفكرية خاصة فرقة اوكا واورتيجا المصرية التي ٱعتمدت لحن أغنية be winner الشهير ضمن فيلم عبده موته وكذلك لحن أغنية حضي راسك في إحدى الإشهارات المصرية 
وقد تم توشيح جل أعضاء فرقة الفناير المراكشية من قبل ملك البلاد محمد السادس بن الحسن بأوسمة إبان عيد ميلاده 50 
و في سنة 2016 بمناسبة قمة COP 22 التي انعقدت مؤخرا في مراكش بالمغرب ألفت المجموعة أغنية الأمير نظيف.

## أنظر كذلك
- هوبا هوبا سبيريت
- دارغا (فرقة)
- دون بيغ
- مسلم (مغني راب)
- اش كاين (فرقة)
- أحمد سلطان